# Gannay-sur-Loire
 Gannay-sur-Loire  es una población y comuna francesa, situada en la región de Auvernia, departamento de Allier, en el distrito de Moulins y cantón de Chevagnes.

## Demografía
| 682 | 665 | 571 | 501 | 491 | 387 |
| Para los censos de 1962 a 1999 la población legal corresponde a la población sin duplicidades (Fuente: INSEE [Consultar]) |     |     |     |     |     |